# Söchau
Söchau é um município da Áustria, situado no distrito de Hartberg-Fürstenfeld, no estado da Estíria. Tem 18,19 km² de área e sua população em 2019 foi estimada em 1.437 habitantes.